# Senza tregua 2
Senza tregua 2 (Hard Target 2) è un film del 2016 diretto da Roel Reiné.
È il sequel di Senza tregua del 1993.

## Trama
L'ex-marine e lottatore di MMA Wes Baylor, dopo aver ucciso sul ring il suo rivale amico, continua a dannarsi per quel fatto. Un giorno Aldrich lo scova e gli propone un'ultima battaglia. Arrivato nell'Asia del sud, scopre che è stato ingannato e sarà costretto a partecipare ad una caccia all'uomo dove lui è la preda, ma sarà lui a divenire cacciatore.